# Arachnid
Arachnid ist ein spanischer Horrorfilm-Science-Fiction-Film des Regisseurs Jack Sholder aus dem Jahr 2001. Der Film wurde in Deutschland am 8. November 2009 erstmals im Fernsehen gezeigt.

## Handlung
Der Film beginnt mit einem Testflug des US-Navypiloten John Lightfoot über den Pazifik. Während des Fluges sieht er ein mysteriöses Flugobjekt, mit dem er kurz darauf zusammenprallt. Lightfoot kann sich mit einem Fallschirm auf eine Insel retten. Dort entdeckt er die Wrackteile des Objekts: Es war ein Raumschiff. Daraufhin sieht er einen sterbenden Alien, aus dem noch etwas schlüpft. Kurz darauf stirbt der Alien und Lightfoot wird von einer mysteriösen Kreatur angegriffen.
Einige Zeit später: Die Pilotin Mercer wird von Dr. Samuel Leon und Valentine beauftragt, sie zu einer Insel zu fliegen, wo es unter der einheimischen Bevölkerung mysteriöse Todesfälle gegeben hat. Ein Einheimischer, der unter Leon behandelt wird, stirbt auch an einer mysteriösen Infektion. Mercer willigt ein, das Team, bestehend aus Valentine, seinen Gehilfen Bear und Reyes, Dr. Leon, seiner Assistentin Susana und dem Insektenforscher Henry Capri, zu fliegen. Das Team soll von Toe Boy und zwei weiteren Einheimischen geführt werden.
Kurz vor der Insel fallen plötzlich sämtliche Motoren des Flugzeuges aus. Mercer kann die Leute nur noch mit einer Bruchlandung retten. Allerdings ist sie dadurch vor allem auf Leon nicht gut zu sprechen. Dann beginnt die Dschungelexpedition zu Toe Boys Dorf. Kurz darauf wird Reyes von ein paar scheinbar harmlosen Zecken angefallen. Doch beim Versuch, sie herauszuziehen, bohren sie sich in seinen Körper ein. Capri wundert dies, da er noch nie so etwas bei Zecken gesehen hat. Auch bei Mercer gibt es Schwierigkeiten: Sie tritt aus Versehen in ein Loch und wird langsam von irgendetwas nach unten gezogen. Valentine und Bear können sie hochziehen. Dabei hat sie einen ihrer Stiefel verloren. Als Valentine den Stiefel herausholt, bemerkt er, dass das Loch voller Spinnenweben ist. Außerdem wurde der Stiefel angeknabbert. Man vermutet eine Spinne, doch Capri schließt das aus, da es nie so eine große Spinne geben könnte.
Sie erreichen schließlich das Dorf, welches allerdings völlig verlassen ist. Man richtet sich ein. Doch Reyes geht es immer schlechter. Dann beginnen die Zecken scheinbar, ihn von innen aufzufressen und aus seinem Körper zu schlüpfen. Capri möchte ein Exemplar lebendig haben, doch Bear erschießt seinen Freund und dann das Ungeziefer.
In der Nacht wird die Truppe dann von einem unbekannten Insekt angegriffen, welches einen der Bewohner tötet. Capri findet heraus, dass es sich dabei um eine Mutation handelt. Daraufhin beschließt Valentine gegen den Entschluss von Leon und Capri, die Expedition abzubrechen. Er will mit Mercer das Flugzeug reparieren, während Bear zusammen mit einem Dorfbewohner versuchen sollen, einen Funkkontakt herzustellen.
Leider kommt alles anders als geplant. Der Einheimische, der Bear begleitet, wird durch ein anderes Insekt getötet, und Capri hat das Lager verlassen. Er entdeckt im Dschungel ein riesiges Areal voll mit Spinnennetzen. Kurz darauf wird er von einer Riesenspinne angegriffen. Valentine, Mercer, Susana, Leon und Toe Boy finden auf der Suche nach Capri das von Spinnenweben umhüllte Skelett von Lightfoot, der sich als Mercers Bruder entpuppte, den Mercer eigentlich lebend finden wollte. Kurz darauf finden sie Capri, der in einem Kokon eingehüllt ist. Er erzählt, dass es eine außerirdische Riesenspinne gibt, die ihn mit einem Nervengift infiziert hat, die Eier in ihn gelegt hat und die geschlüpften Larven ihn langsam von innen auffressen. Capri bittet die Gefolgsleute, ihn zu töten. Obwohl Mercer dagegen ist, gewähren ihm die Anderen seinen Wunsch. Daraufhin erscheint die Riesenspinne und greift sie an. Sie wehren sich, doch die Pistolen und Maschinengewehre richten gegen das Monstrum nichts an. So müssen sie fliehen. Auf der Flucht wird Leon allerdings von der Spinne getötet, Toe Boy ist wie vom Erdboden verschluckt. Valentine, Mercer und Susana retten sich in ein verlassenes Lagerhaus. Valentine wird bei dem Kampf verletzt. Susana verliert immer mehr den Verstand. Sie glaubt die Spinne sei weg und reißt die Tür auf. Daraufhin tötet die Spinne sie, Valentine und Mercer retten sich in einen unterirdischen Geheimgang.
Nachdem sie sich ausgeruht haben, treffen die beiden auf Bear und Toe Boy. Sie wollen die Spinne endgültig töten. Sie gehen den Geheimgang entlang und entdecken eine Höhle voller Leichen und Spinneneier. Die Spinne häutet sich währenddessen in einem Kokon. Mercer will diesen durchschneiden, schafft es aber nicht. Die Spinne wacht auf und tötet Bear. Mercer flieht, wird jedoch von der Spinne geschnappt. Sie will Mercer in einem Kokon einwickeln. Der verletzte Valentine und Toe Boy können sie allerdings noch retten. Toe Boy schießt immer wieder Giftpfeile auf die Spinne, die kurz nach mehreren Schüssen von der Decke fällt und von einem Felsen aufgespießt wird.
Mercer und Toe Boy stützen den verletzten Valentine und wollen die Insel verlassen, jedoch sieht man am Ende, dass sie aus einem Hinterhalt von einer zweiten Riesenspinne beobachtet werden.

## Kritik
Das Lexikon des internationalen Films urteilte, der Film sei ein „zumindest handwerklich akzeptabler B-Film“. Die Handlung sei so „altbekannt [wie] vorhersehbar“.

## Auszeichnungen
Der Film wurde 2003 für einen DVD Premiere Award in der Kategorie Best Visual Effects nominiert. Regisseur Sholder wurde im Jahr zuvor auf dem Fantasporto für den International Fantasy Film Award nominiert.